# Рондо ООН (станция метро)
«Ро́ндо ООН» (Rondo ONZ, с пол. — «Кольцевая развязка ООН») — действующая станция линии M2 Варшавского метрополитена. Располагается на границе районов Воля и Средместье, под одноимённой кольцевой развязкой, соединяющей улицы Проста (Prosta, с пол. — «Прямая») и Свентокшиска (Świętokrzyska, с пол. — «Святокрестовая»), c пересекающей их аллеей Иоанна Павла II (пол. al. Jana Pawła II).
Станция находится к западу от русла реки Вислы, между станциями «Рондо Дашиньскего» и «Свентокшиска».

## Название
Станция получила своё название по кольцевой развязке ООН (пол. rondo ONZ), под которой она находится. На кольцевых развязках Варшавы движение организовано иначе, чем в обычных круговых перекрёстках: потоки, следующие в прямом направлении сохраняют полосность движения, а поворот к перпендикулярным дорогам более безопасный.

## История
Станция была спроектирована в 2008 году в рамках планирования центрального участка (II C) второй линии Варшавского метрополитена, соединившего западную и восточную часть Варшавы, разделённой руслом реки Вислы. Самый западный перегон, согласно проекту, должен соединить кольцевые развязки Игнация Дашиньского и ООН, целиком пролегая под улицей Проста. 1 февраля 2010 года станции был присвоен код С10 и название «Рондо ООН».
11 июня 2011 года было перекрыто движение по улице Проста и по части улицы Свентокшиской, а в июле были разобраны трамвайные пути на кольцевой развязке ООН. В августе началась работа по перепрокладке и реконструкции подземных коммуникаций, а собственно строительство станции началось в октябре. 31 августа 2012 года к строящейся станции пробился щит «Анна», соединивший её южным тоннелем со станцией «Рондо Дашинского». 3 сентября 2012 года станции достиг щит «Мария», прошедший северный тоннель. В ноябре 2013 года над станцией было восстановлено трамвайное движение. В январе 2014 года начались отделочные работы, продолжавшиеся вплоть до сентября.
Открытие станции состоялось 8 марта 2015 года с вводом в эксплуатацию всего центрального участка (II C) линии М2.

## Архитектура и оформление
Наземный уровень представлен 11 выходами со стилизованными прозрачными навесами, которые напоминают букву «М». Уровень -1 представлен подземными переходами и вестибюлями станции: выходы 1-5 ведут к восточному вестибюлю, а выходы 6-11 — к западному. Сама станция расположена на уровне -2, её длина составляет 157,6 м, а ширина — 21,9 м. По центру располагается прямая островная платформа длиной 120 м и шириной 12 м с колоннами, обрамлёнными круглыми скамьями.
Все станции центрального участка (II C) линии М2 выполнены в едином современном архитектурном стиле, отличаясь основным цветом путевых стен, потолка и элементов внутренней отделки. Для станции «Рондо ОНЗ» основным цветом оформления является белый. В остальном дизайн станции во всём соответствует общему дизайну центрального участка линии М2, включая стилизованное название станции на путевых стенах. Красочные названия станций разработал Войцех Фангор.

## Наземный транспорт
Трамваи:
- 10 м. «Млоцины» — Высьциги
- 17 Церковный Тархомин — PKP «Служевец»
- 33 м. «Млоцины» — ул. Келецкая
- 41 Восточный Жерань — PKP «Служевец»

Автобусы (в т.ч. ночные):
- 109 ос. Гурчевска — Центральный вокзал
- 160 м. «Троцкая» — Центральный вокзал
- 171 Хомичувка — Торвар
- 174 ул. Боксёрская — м. «Рондо ОНЗ»
- 178 PKP «Урсус» — ул. Конвикторская
- 227 Брудно-Окраина — Центральный вокзал
- N12 м. «Троцкая» — Центральный вокзал
- N13 Новодворы — Центральный вокзал
- N14 Олесин — Центральный вокзал
- N21 Старая Милосна (ул. Уланская) — Центральный вокзал
- N44 Депо «Жолибож» — Центральный вокзал
- N45 Каролин — Центральный вокзал
- N46 м. «Млоцины» — Центральный вокзал
- N62 PKP «Воломин» (ул. Ласковая) — Центральный вокзал
- N63 Хотомув — Центральный вокзал
- N64 Хошчувка — Центральный вокзал
- N71 Воля Гржибовская — Центральный вокзал
- N95 ос. Гурчевска — Центральный вокзал

## Галерея

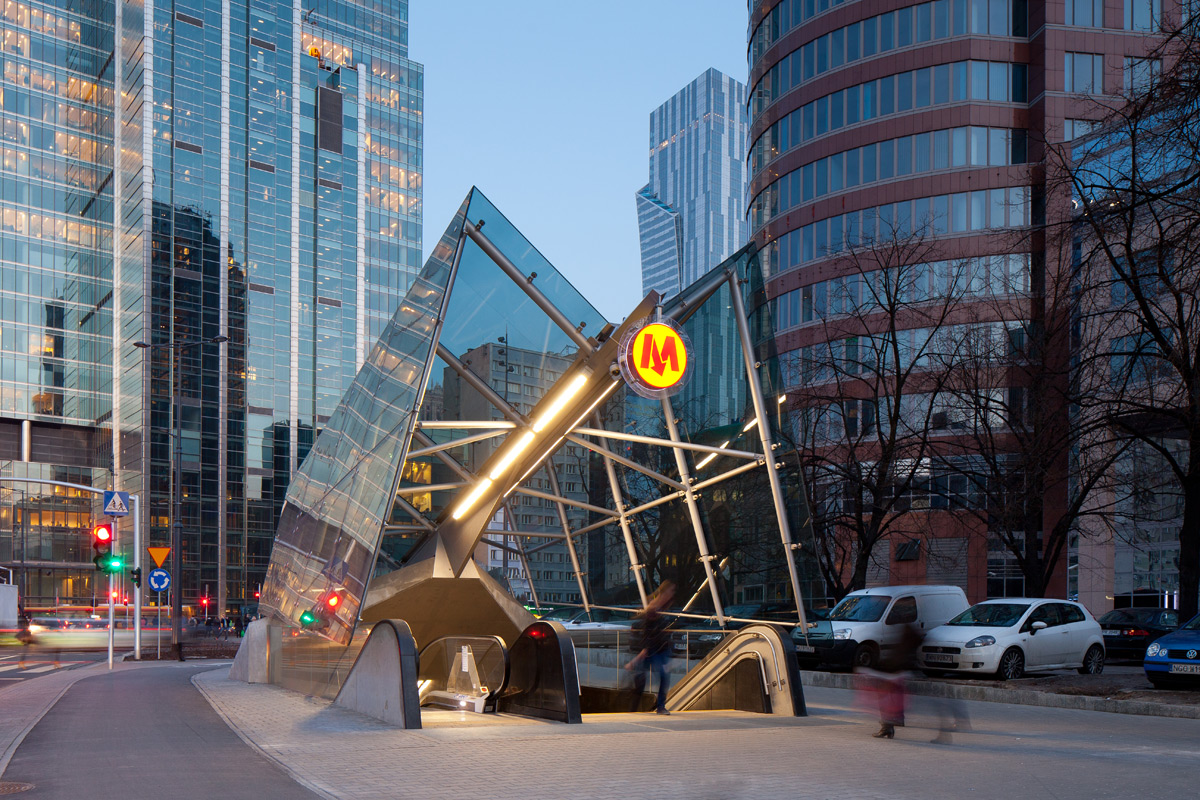
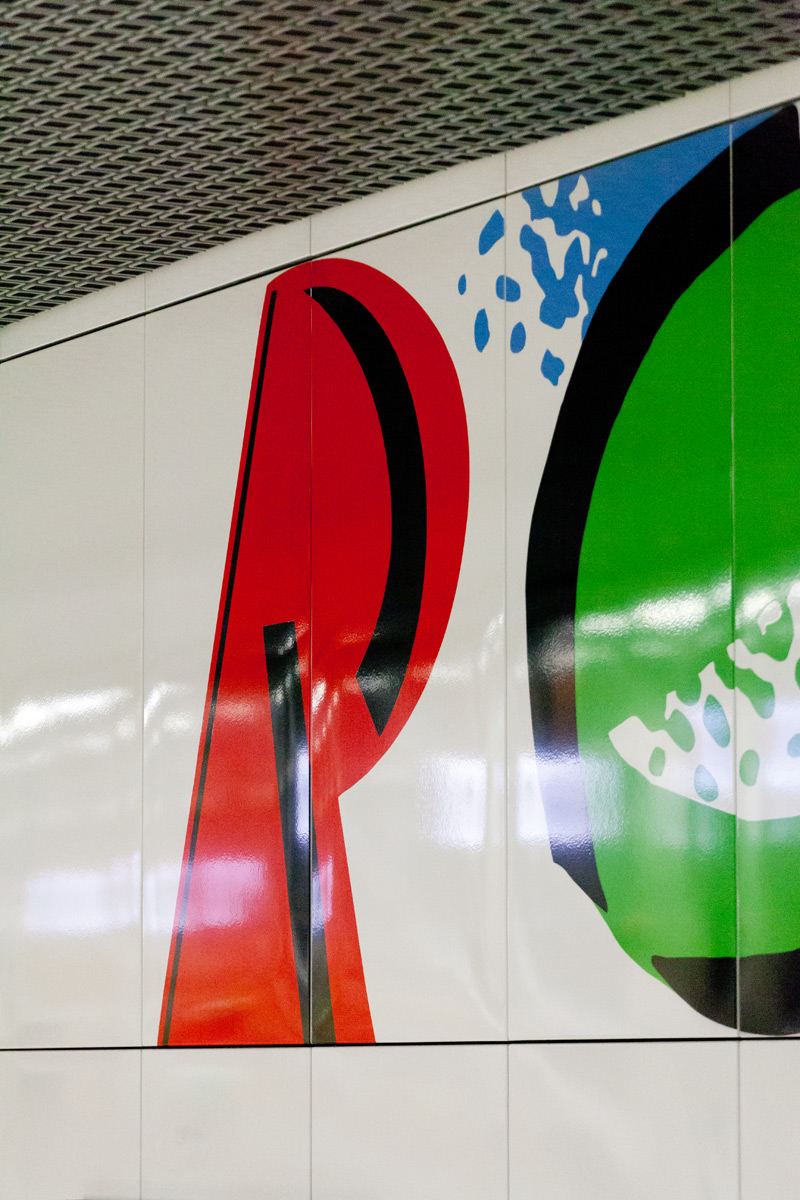
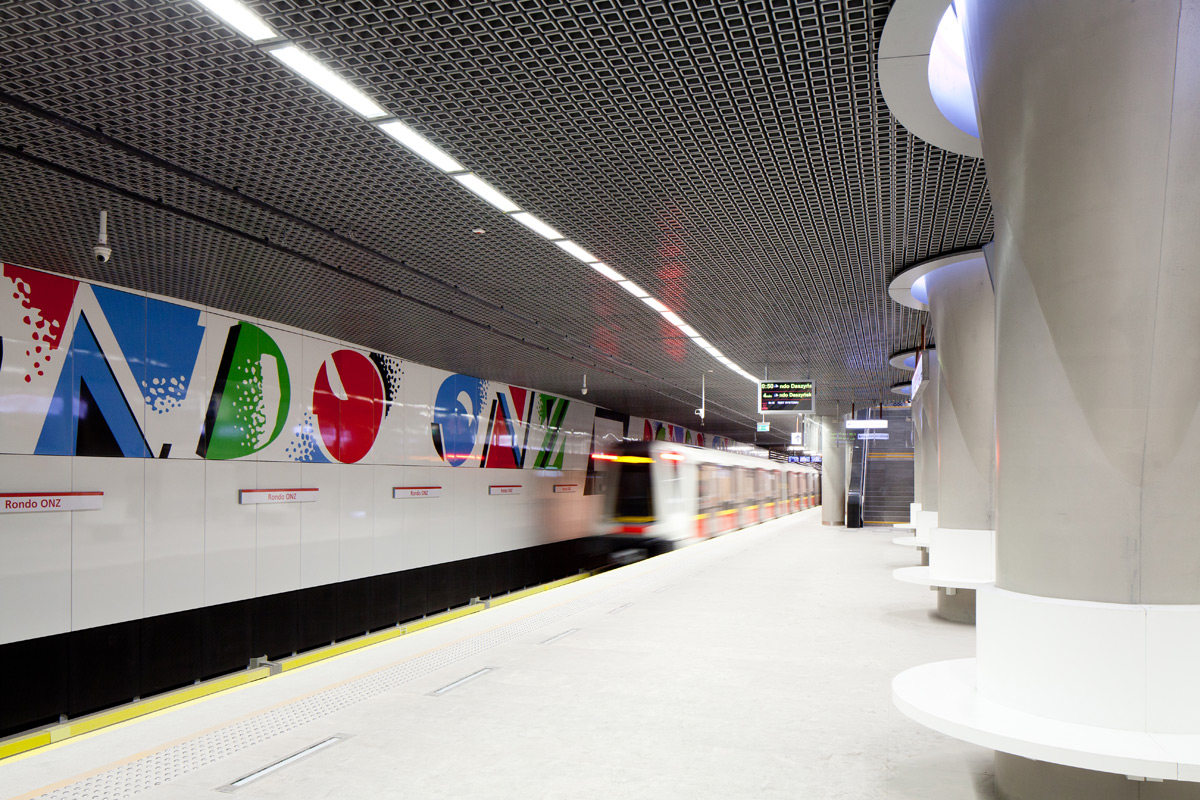
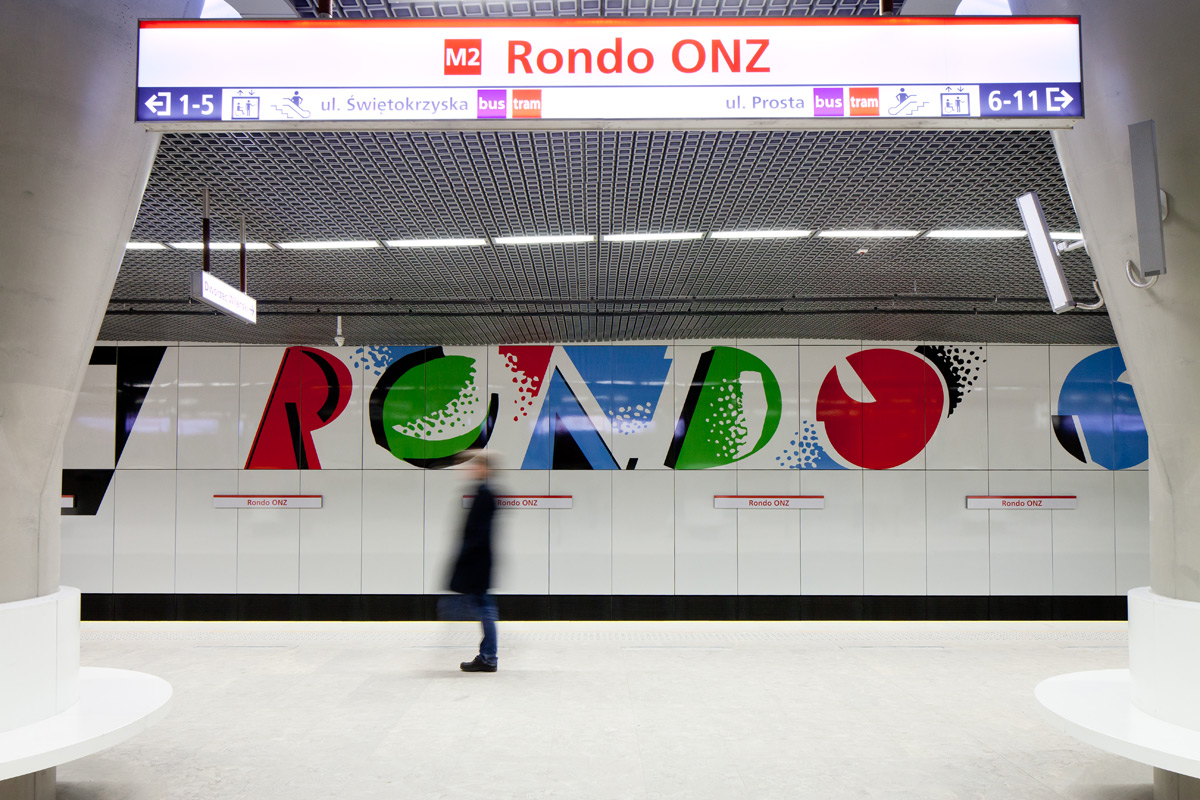
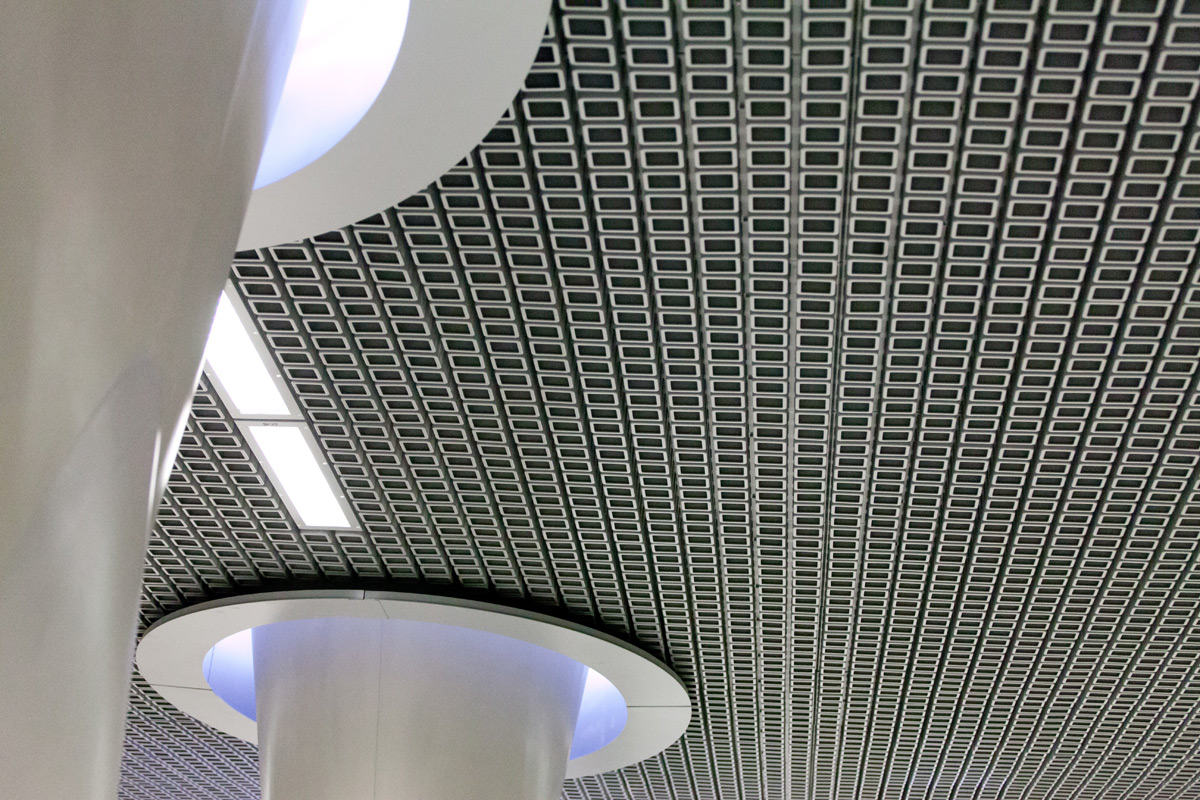
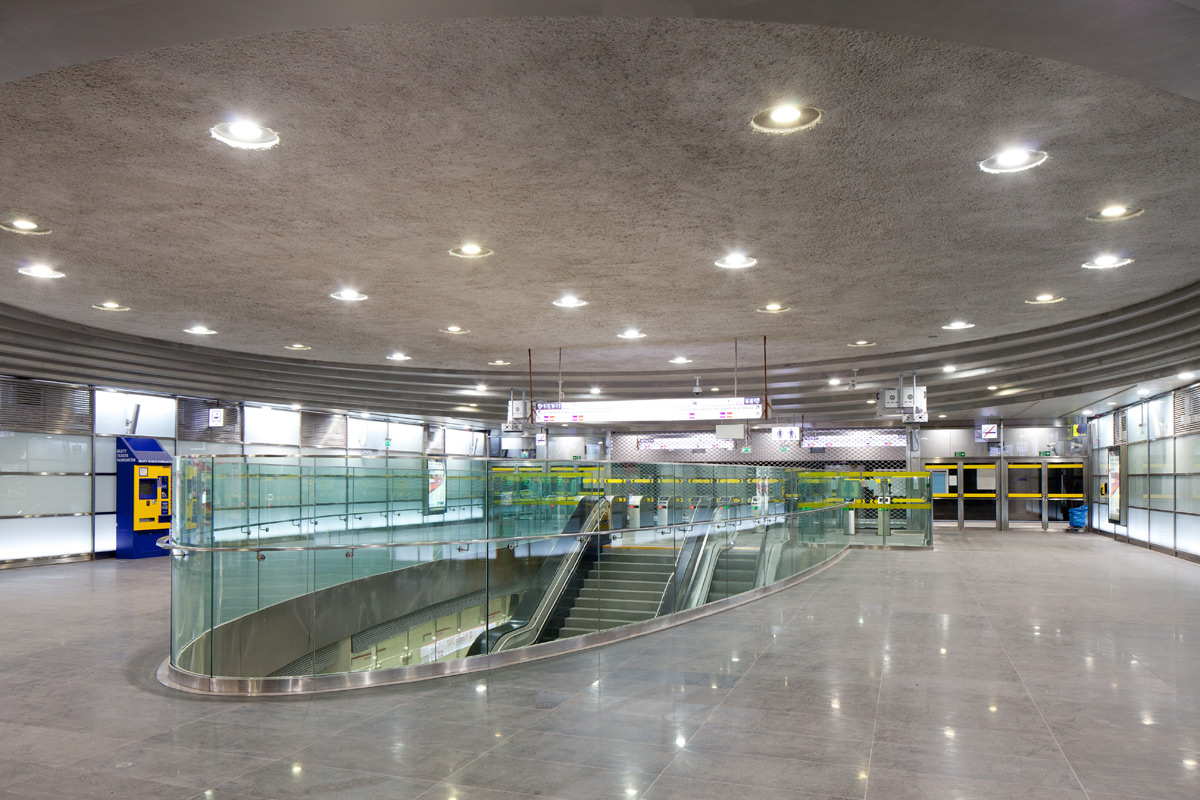